# Université évangélique en Afrique
L'université Evangélique en Afrique (UEA) est une université chrétienne évangélique interconfessionnelle privée située à Bukavu, dans la province du Sud-Kivu, en république Démocratique du Congo. Sa langue d'enseignement est le français.

## Histoire
L'université est fondée en 1990 par la Communauté des Eglises de Pentecôte en Afrique Centrale de l'Église du Christ au Congo ,.
Sa première autorisation de fonctionnement date du 26 septembre 1991 sous l'appellation " Université Protestante Évangélique en Afrique " par l'Arrêté Ministériel n° ESU/CAB.MIN/0253/91 du 26 septembre 1991.
Le premier agrément et la reconnaissance des diplômes du premier cycle furent confirmés par l'Arrêté ministériel n° ESU/CAB.MIN/0313/92 alors que le deuxième agrément et la reconnaissance des diplômes du second cycle furent confirmés par l'Arrêté ministériel n° ESU/CAB.MIN/A5/175/95 du 9 décembre 1995. L'agrément définitif de l'UEA par décret présidentiel n° 06/106 du 12 juin 2006.

## Facultés
L'université comptait 5 facultés en 2020.
- Faculté des Sciences Agronomiques et  de l'Environnement (qui avait en son sein deux départements à savoir : La phytotechnie et la zootechnie). les premiers ingénieurs produits par cette faculté, l'année académique 1995-1996, étaient au nombre de 11 dont 6 zootechniciens et 5 phytotechniciens.
  - Département de Phytotechnie et environnement
  - Département de Zootechnie et environnement
- Faculté de Médecine et Santé Communautaire
- Faculté des Sciences sociales
- Faculté des Sciences économiques et de gestion
- Faculté de Théologie protestante

## Partenaires
L’école est interconfessionnelle et a ainsi diverses confessions évangéliques partenaires .